# 労働者の家 (在日ブラジル人)
労働者の家（ろうどうしゃのいえ）とは、静岡県浜松市に開設された在日ブラジル人向けの支援施設。

## 開設
日本の景気悪化によって在日ブラジル人の失業や帰国が相次いでいたため、以前からブラジル政府によって在日ブラジル人向けの労働支援施設「労働者の家」の開設が予定されていた。直接的にはブラジル労働省が予算を組み、運営にあたる。
静岡県は愛知県などと同様に在日ブラジル人が多かった地域だが、このような施設は日本初。
2010年7月31日オープン。あくまで試行的なもので開設も同年10月31日までの予定だが、同施設での利用結果によっては同年12月末まで延長し、常設や業務拡大も検討される。さらに他地域での同様の施設の開設も検討予定。

## 業務
ポルトガル語を使用。
- 弁護士による労働相談
- ブラジルの求人情報の閲覧
- 日本での職業訓練の情報提供
- 帰国希望者への支援

## 所在地
浜松市中区元城町115番地の1　住友生命浜松元城町ビル5階